# 189347 Qian
189347 Qian este un asteroid din centura principală de asteroizi.

## Descriere
189347 Qian este un asteroid din centura principală de asteroizi. A fost descoperit pe 28 ianuarie 2008 la Observatorul Lulin de Ye Quan-Zhi. Asteroidul prezintă o orbită caracterizată de o semiaxă mare de 3,00 ua, o excentricitate de 0,09 și o înclinație de 9,2° în raport cu ecliptica.